# كورولا إي 160
كورولا إي 160 (بالإنجليزية: Toyota Corolla)‏ هي سيارة من صناعة تويوتا أنتجت في 2012.